# Agência bancária

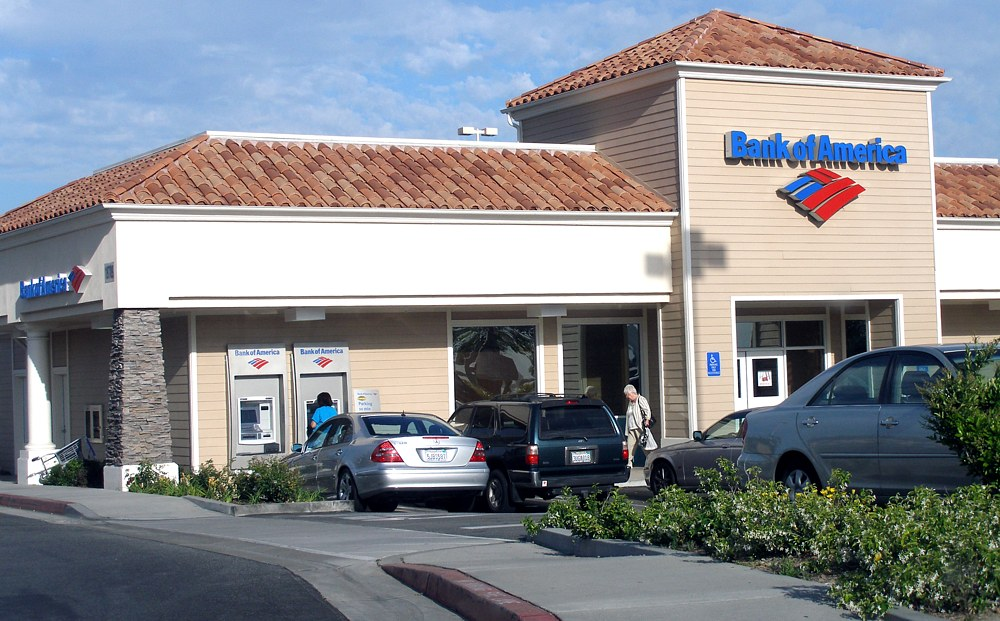
Agência bancária em Los Angeles, Califórnia, Estados Unidos.

Agência bancária é um local onde uma instituição financeira oferece atendimentos pessoais e automatizados aos clientes. Tradicionalmente agências bancárias oferecem serviços de depósitos, saques, troca de câmbio, assessoramento financeiro, venda de seguros (onde autorizado) e disponibilização de caixa eletrônicos (ATMs).

## História
No século III, bancos na Pérsia começaram a oferecer letras de crédito semelhante aos cheques que poderiam ser trocados em cooperativas pela região, durante o século XIII as agências começaram a chegar na Europa, a ideia de uma instituição financeira espalhar agências bancárias pelo país começou com o Bank of America no início do século XX. Com a popularização dos caixas eletrônicos no final do século 20 as agências bancárias diminuíram significativamente de tamanho e de quantidade de funcionários.